# VIM
VIM es la sigla de «Vídeo Interactivo Multimedial» o, lo que es lo mismo, IMV en inglés.
El término VIM, específicamente, marca una diferencia con el de CDRom Art, ya que el contenido de este último no necesariamente es animado, y un VIM no necesariamente tiene que estar alojado en un CD. También podría encontrarse en una página web debido a su reducido peso.
Si analizamos el término vídeo llegamos a la conclusión que un VIM va más allá de la simple «película» ya que podría o, mejor, debería, poder ser visto en forma lineal, pero también en forma aleatoria, «a gusto del consumidor».
Interactivo: La idea es que el observador podría o, mejor, debería, poder detenerlo en el momento deseado y hasta seleccionar otro camino diferente a seguir que el predefinido.
Multimedial: El observador dispone de un conjunto de sonidos, música, animaciones, dibujos, fotografías, etc.
- Datos: Q5478927